# Sybelle ou Comment le dire à ma fille ?
Pour plus de détails, voir Fiche technique et Distribution.
Sybelle ou Comment le dire à ma fille ? (Herzblatt oder Wie sag ich’s meiner Tochter?) est un film allemand réalisé par Alfred Vohrer sorti en 1969.

## Synopsis
Paul vit avec sa fille, surnommée Sybelle, qu'il a recueillie après la mort de sa femme. Après la lecture d'un livre du Dr. Seebauer, il a enseigné à sa fille à ne pas avoir honte de son corps. Aussi Sybelle a-t-elle appris très jeune que la nudité d'une personne est normale. Au fil des ans, son père est devenu son père, sa mère, son ami et son compagnon de jeu. Seulement maintenant que Sybelle est devenue pubère, elle continue de prendre le bain avec son père et de jouer avec la mousse et se déplace nue dans l'appartement et sur la terrasse, sans avoir conscience qu'on peut la voir. Paul vient chercher des conseils auprès du Dr. Seebauer. Le docteur lui propose de trouver à Sybelle un jeune homme qui devrait détourner son attention de Paul.
Paul se tourne vers Max, un entrepreneur dans le bâtiment, qui habite l'immeuble en face. Ses employés font souvent des maladresses quand ils voient Sybelle nue. Max a trois fils, Olaf, Otto et Oskar qui sont sportif, alternatif et BCBG. Tous les trois sont présentés à Sybelle qui les rejette : le premier l'embrasse, elle le gifle ; le deuxième continue à parler sans se rendre compte qu'elle s'est déshabillée ; le troisième veut coucher avec elle, mais elle ne l'intéresse pas. Son idéal est une scène du roman Pour qui sonne le glas d'Ernest Hemingway, quand le héros tombe amoureux ; Sybelle n'a pas eu ce sentiment.
Sybelle est de plus en plus agacée qu'on lui parle de sexe. Le ministère a publié un livre d'éducation sexuelle qui doit être utilisé dans les écoles. Cependant les enseignants ont du mal à aborder le sujet. Alors que les autres rédacteurs du journal de l'école ont des exigences sur la manière de parler d'éducation sexuelle, Sybelle préfère écrire sur Hemingway et son romantisme. Elle est exclue de la rédaction. Mais elle a bien conscience qu'elle va devenir adulte. Sur le chemin de l'école, elle rencontre un jeune homme qui distribue des flyers. Un jour il lui tend une feuille où il a écrit « Je t'aime ». Sybelle ne sait pas comment répondre et demande à son père comment il s'est rendu compte qu'il était amoureux de sa mère. Au bout d'une histoire invraisemblable, il lui a dit « Je t'aime ». Sybelle retrouve le jeune homme et lui montre son message. Ensemble ils sortent de la ville et s'embrassent dans une prairie.

## Fiche technique
- Titre français : Sybelle ou Comment le dire à ma fille ? ou Cybèle ou Comment le dire à ma fille ?[1]
- Titre original : Herzblatt oder Wie sag ich’s meiner Tochter?
- Réalisation : Alfred Vohrer assisté de Wigbert Wicker
- Scénario : Manfred Purzer (sous le nom d'Ernst Flügel)
- Musique : Hans-Martin Majewski
- Direction artistique : Wolf Englert (de), Margret Finger
- Cosutme : Ina Stein
- Photographie : Ernst W. Kalinke
- Son : Hans Endrulat
- Montage : Susanne Paschen
- Production : Luggi Waldleitner
- Sociétés de production : Roxy Film
- Société de distribution : Europa Filmverleih
- Pays d'origine :  Allemagne de l'Ouest
- Langue : allemand
- Format : Couleur - 1,66:1 - Mono - 35 mm
- Genre : Comédie
- Durée : 79 minutes
- Dates de sortie :
  - Allemagne de l'Ouest : 2 octobre 1969.
  - Pays-Bas : 16 juillet 1970.
  - France : 19 janvier 1972[1].

## Distribution
- Georg Thomalla : Paul Tillmann (« Männchen » en VO)
- Mascha Gonska : Sybelle Tillmann (« Herzblatt » en VO)
- Siegfried Schürenberg : Le recteur
- Günther Lüders : Dr. Seebauer
- Carola Höhn : Änne
- Paul Esser : Max
- Wolfgang Schneider : Olaf
- Gernot Endemann (de) : Otto
- Frithjof Vierock (de) : Oskar
- Olga von Togni (de) : La ministre
- Herta Worell (de) : La dame dans le tramway
- Ilona Grübel (de): Mlle Osterloh
- Hans Cossy (de) : Le chapelain
- Heinz Beck : Un professeur
- Rolf Moebius : Le deuxième homme au ministère
- Ernst Kuhr (de) : Le professeur d'histoire
- Robert Naegele (de) : Un professeur
- Flo Nordhoff : Le professeur d'anglais
- Gustl Meyer-Fuerst : Thomas
- Fred Dietz Le rédacteur en chef
- Hubert Mittendorf : Le policier
- Peter Böhlke (de) : Le premier homme au ministère
- Hans Elwenspoek : Le chef de chantier
- Wibke Krupski : Karin
- Manfred Scheibler: L'architecte
- Ursula Traun (de) : La professeur de chimie

## Source de traduction
- (de) Cet article est partiellement ou en totalité issu de l’article de Wikipédia en allemand intitulé « Herzblatt oder Wie sag ich’s meiner Tochter? » (voir la liste des auteurs).